# Mariusz Dmochowski

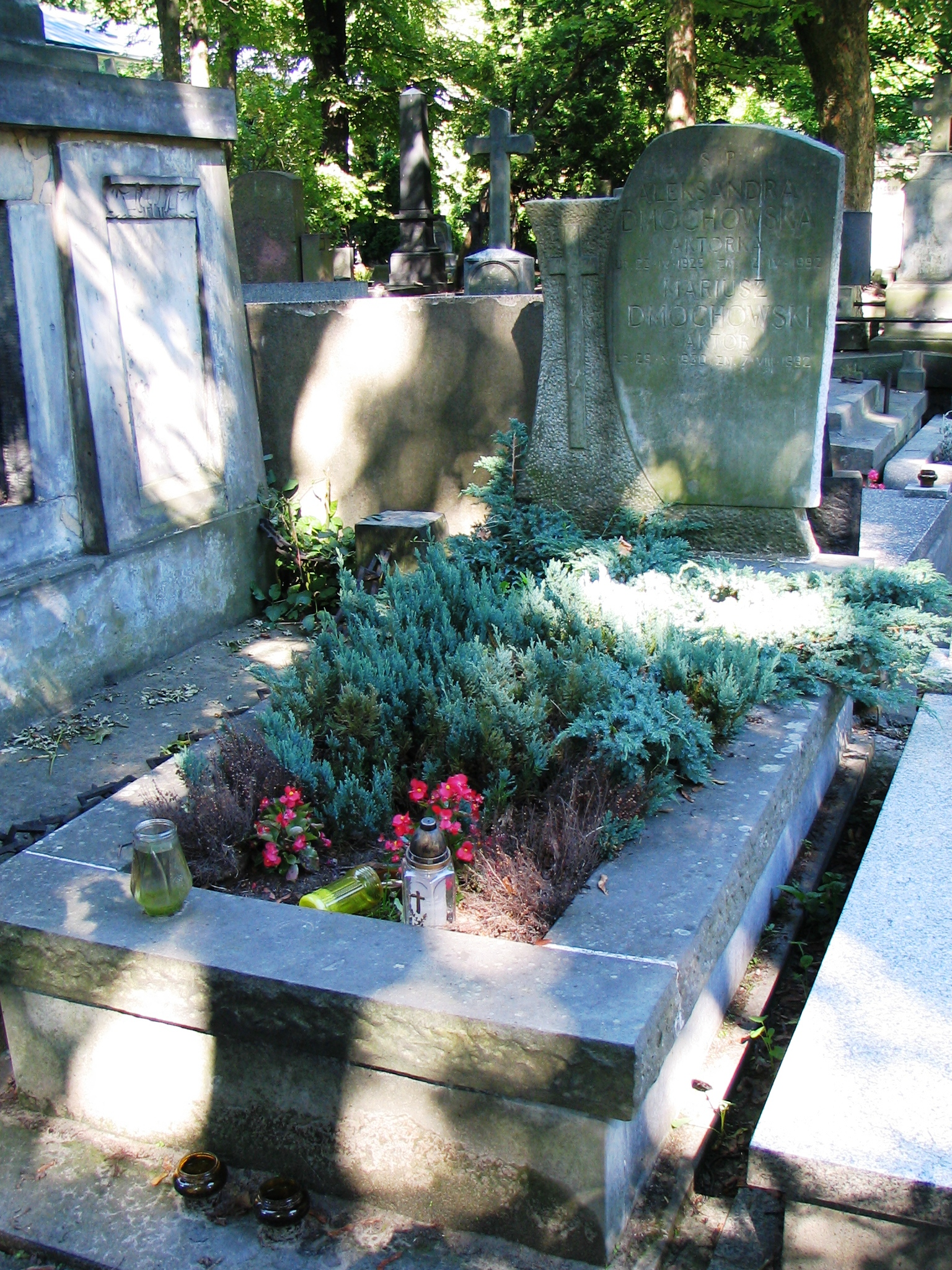
Mormântul lui Mariusz Dmochowski și al soției sale, Aleksandra, în Cimitirul Powązki din Varșovia, 27 iulie 2008

Mariusz Dmochowski (n. 29 octombrie 1930, Piotrków Trybunalski, voievodatul Łódź, Polonia – d. 7 august 1992, Popowo⁠(d), Comuna Lipno, Włocławek Voivodeship⁠(d), Polonia) a fost un actor de teatru și film polonez, președinte al consiliului director al Asociației Lucrătorilor din domeniul Culturii și Artei, deputat în legislaturile a VI-a și a VII-a (1972-1980) a Seimului Republicii Populare Polone din partea Partidului Muncitoresc Unit Polonez.

## Biografie
S-a născut la 29 octombrie 1930 în orașul Piotrków Trybunalski. În 1955 a absolvit cursurile Școlii Naționale Superioare de Teatru din Varșovia, debutând pe scenă la 26 noiembrie 1955. A făcut parte din trupele următoarelor teatre din Varșovia: Polonez (1955–1965), Universal (1965–1968), Național (1968–1974) și Nou (1975–1982), la care a fost, de asemenea, director artistic și director general. În anii 1973–1975 a fost directorul artistic al Teatrului de Stat din Opole.
A combinat mulți ani activitatea artistică cu activități sociale și politice. A fost președintele consiliului director al Asociației Lucrătorilor din domeniul Culturii și Artei și deputat în legislaturile a VI-a și a VII-a (1972-1980) a Seimului Republicii Populare Polone din partea Partidului Muncitoresc Unit Polonez. În 1974 a fost ales în Consiliul general al Societății de prietenie polono-sovietice. A fost, de asemenea, membru al Comitetului raional Warszawa-Śródmieście al Partidului Muncitoresc Unit Polonez. În anii 1980 a colaborat cu opoziția democratică, punându-și la dispoziție locuința sa de vară pentru o tipografie subterană în 1982.
În anii 1982–1987 a jucat din nou pe scena Teatrului Polonez, iar apoi în anii 1987–1992 pe scena Teatrului Contemporan. A fost căsătorit cu actrița Aleksandra Dmochowska (1929-1992), cu care a avut o fiică, Elżbieta.
Mariusz Dmochowski a murit pe 7 august 1992 în satul Popowo-Parcele din apropiere de Varșovia și a fost înmormântat în cimitirul Powązki din Varșovia (secțiunea: 173-IV-15).

## Filmografie
- Eroica (1957) – lt. Korwin-Makowski
- Dezerter (1958) – hauptsturmführer-ul Franz Steiner
- Zezowate szczęście (1960) – ofițer al organului de securitate UB
- Przeciwko bogom (1961) – Piotr Doroń, fratele lui Karol
- Panienka z okienka (1964) – prințul Jerzy Ossoliński
- Samolot do Londynu (1964) – Joe Alex, agent al Scotland Yard
- Bicz Boży (1966) – preotul paroh
- Stawka większa niż życie (serial TV) (1967–1968) – gruppenführer-ul Fischer (ep. 5. Ostatnia szansa)
- Hrabina Cosel (1968) – regele August al II-lea cel Puternic
- Hrabina Cosel (serial TV) (1968) – regele August al II-lea cel Puternic
- Păpușa (1968) – Stanisław Wokulski
- Pan Wołodyjowski (1969) – hatmanul Jan Sobieski
- Przygody pana Michała (serial TV) (1969) – hatmanul Jan Sobieski
- Prawdzie w oczy (1970) – ing. Zawada, directorul oțelăriei
- Czarne chmury (serial TV) (1973) – hatmanul Jan Sobieski
- Zazdrość i medycyna (1973) – Widmar, soțul Rebekăi
- Rătăcire (1975) – directorul uzinei
- Hotel „Pacific” (1975) – Pancer (voce)
- Barwy ochronne (1976) – prorectorul Bolesław
- Blizna (1976) – Bolesław, președintele Radei Naționale din Olecko
- Imposibila poveste de dragoste (1976) – contele Barski, tatăl Melaniei
- Cazul Gorgonova (1977) – procurorul Krynicki
- Soldații victoriei (1977) – colonelul Armia Krajowa care se află rănit pe o targă
- Golem (1979) – Holtrum, tatăl Rozynei
- Tatăl reginei (1980) – regele Jan al III-lea Sobieski
- Kariera Nikodema Dyzmy (serial TV) (1980) – Jan Terkowski, șeful de cabinet al premierului
- Polonia Restituta (1980) – Wojciech Trąmpczyński, mareșalul Seimului Poloniei
- Wojna światów – następne stulecie (1981) – directorul postului de televiziune
- Widziadło (1983) – preotul Huk
- Miłość z listy przebojów (1984) – Stefan Ujma, tatăl lui Piotr
- O-Bi, O-Ba. Koniec cywilizacji (1985) – milionarul
- C.K. Dezerterzy (1985) – generalul
- Rajska jabłoń (1985) – farmacistul Filip, soțul Amelkăi
- Zmiennicy (serial TV) (1986) – Tadeusz Koniuszko, președintele Spółdzielczej Wytwórni Sprzętu Komunikacyjnego im. Borów Tucholskich, tatăl lui Marian
- Alchemik (1988) – maestrul Melchior
- Królewskie sny (1988) – împăratul Sigismund de Luxemburg
- Piłkarski poker (1988) – Kmita, președintele clubului „Powiśla”
- Odbicia (1989) – profesorul Bogusław Rylski (ep. 1, 2 și 4)
- Modrzejewska (serial TV) (1989) – Jan Konstanty Chęciński, directorul teatrului
- Do widzenia wczoraj. Dwie krótkie komedie o zmianie systemu (1993) – Władysław, fostul voievod

În cariera sa, actorul a jucat de patru ori rolul lui Jan Sobieski - în filmele: Pan Wołodyjowski (1969) și Ojciec królowej (1979) și în serialele Przygody pana Michała (1969) și Czarne chmury (1973). De asemenea, a jucat rolul regelui August II cel Puternic în filmul și serialul TV Hrabina Cosel (1968).

## Dublaj de voce
- 12 oameni furioși (1957) - juratul nr. 3
- Henry VIII and His Six Wives (1972) - regele Henric al VIII-lea

## Premii și decorații

### Decorații
- Crucea de Cavaler a Ordinului Polonia Restituta (1970)[6][8]
- Ordinul Drapelul Muncii, clasa a II-a (1975)[6][8]
- Medalia „A 30-a aniversare a Poloniei Populare” (1974)[6][8]
- Medalia de bronz „Pentru merite în apărarea națională” (1978)[6][8]
- Insigna „A 1000-a aniversare a statului polonez” (1967)[6][8]
- Insigna „Pentru servicii aduse Varșoviei” (1970)[6]
- Insigna „Activist cultural merituos” (1971)[6][8]

### Premii
- Premiul Comitetului Radiodifuziunii și Televiziunii Poloneze - de două ori (1966 și 1968)[6][7]
- Premiu la cel de-al VII-lea Festival Internațional de Film din Panama pentru rolul lui Stanisław Wokulski în filmul Păpușa, regizat de Wojciech Jerzy Has (1969)
- Premiul Consiliului Municipal Varșovia pentru activitatea de promovare a culturii (1969)[6][7]
- Premiul pentru cel mai bun actor la Festivalul Internațional de Film de la Panama pentru rolul Stanisław Wokulski în filmul Păpușa (1969)[6][7]
- „Masca de argint” pentru cel mai popular actor al anului 1969 în sondajul ziarului Express Wieczorny (1970)[6][7]
- Premiul ministrului culturii și artei, cl. I pentru realizări remarcabile în domeniul teatrului (1973)[6][7]
- Premiul pentru cel mai bun actor la ed. I a festivalului Opolskich Konfrontacjach Teatralnych de la Opole pentru rolul preotului Marek în piesa Beniowski de Juliusz Słowacki la Teatrul Național din Varșovia (1975)[6][7]
- Premiul săptămânalului Przyjaźń pentru rolurile interpretate din repertoriul rus și sovietic, cu accent deosebit pe rolul lui Bezsiemionov în piesa Filistenii de Maxim Gorki la Teatrul de Televiziune (1976)[6][7]
- Premiul pentru cel mai bun actor la ediția a XVI-a a Festivalului Teatral de la Kalisz pentru rolul avocatului în piesa Adwokat i róże de Jerzy Szaniawski la Teatrul Nou din Varșovia (1976)[6][7]
- Premiul pentru cel mai bun actor la ediția a XVII-a a Festivalului Teatral de la Kalisz pentru rolul Kleon în piesa Zapomnić o Herostratesie de Grigori Gorin la Teatrul Nou din Varșovia (1977)[6][7]
- Premiul pentru cel mai bun actor la ed. a V-a a festivalului Opolskich Konfrontacjach Teatralnych de la Opole pentru rolul Ksawery Horsztyński în piesa Horsztyński de Juliusz Słowacki la Teatrul Nou din Varșovia (1979)[6][7]
- Premiul pentru cel mai bun actor la ediția a XIX-a a Festivalului Teatral de la Kalisz pentru rolul Ksawery Horsztyński în piesa Horsztyński de Juliusz Słowacki la Teatrul Nou din Varșovia (1979)[7]
- Premiul pentru cel mai bun actor la ediția a XX-a a Festivalului Teatral de la Kalisz pentru rolul Protasov în piesa Cadavrul viu de Lev Tolstoi la Teatrul Nou din Varșovia (1980)[7]
- Premiul publicului la ediția a XIX-a a Festivalului Teatral de la Rzeszów pentru rolul Protasov în piesa Cadavrul viu de Lev Tolstoi la Teatrul Nou din Varșovia (1980)[6][7]
- Premiul publicului la ediția a XXV-a a Festivalului Teatral de la Rzeszów pentru rolul Jan Sebastian Bach în piesa Kolacja na cztery ręce de Paul Barz la Teatrul Contemporan din Varșovia (1986)[7]
- Premiul pentru cel mai bun actor la Festivalul Internațional de Film de la San Remo pentru rolul Józef în filmul Cień już niedaleko (1986)[6][7]